# Jamaal Torrance

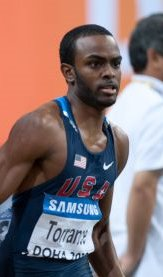
Jamaal Torrance bei den Hallenweltmeisterschaften 2010

Jamaal Torrance (* 20. Juli 1983 in Orlando, Florida) ist ein ehemaliger US-amerikanischer Sprinter, dessen Spezialstrecke die 400-Meter-Distanz war.
Bei den Panamerikanischen Spielen 2007 in Rio de Janeiro wurde er Siebter im Einzelwettbewerb und gewann Silber mit dem US-Team in der 4-mal-400-Meter-Staffel.
2008 holte er bei den Hallenweltmeisterschaften in Valencia mit der US-Stafette Gold über 4-mal 400 Meter. Bei den Hallenweltmeisterschaften 2010 in Doha verteidigte er mit der US-Mannschaft den Staffeltitel und gewann im Einzelwettbewerb Bronze. Bei den Weltmeisterschaften 2011 wurde er im Vorlauf in der US-Staffel eingesetzt, die dann im Finale Gold gewann.

## Persönliche Bestzeiten
- 200 m: 21,08 s, 9. Juni 2010, Cuxhaven
  - (Halle): 21,19 s, 10. März 2007, Boston
- 400 m: 44,80 s, 26. Juni 2010, Des Moines
  - Halle: 45,76 s, 28. Februar 2010, Albuquerque